# ستيمونا
ستيمونا (بالإنجليزية: Stemona) هو جنس يضم 430 نوعًا من النباتات المزهرة في عائلة السداتيات، موطنه الأصلي شرق وجنوب شرق آسيا وشمال أستراليا.

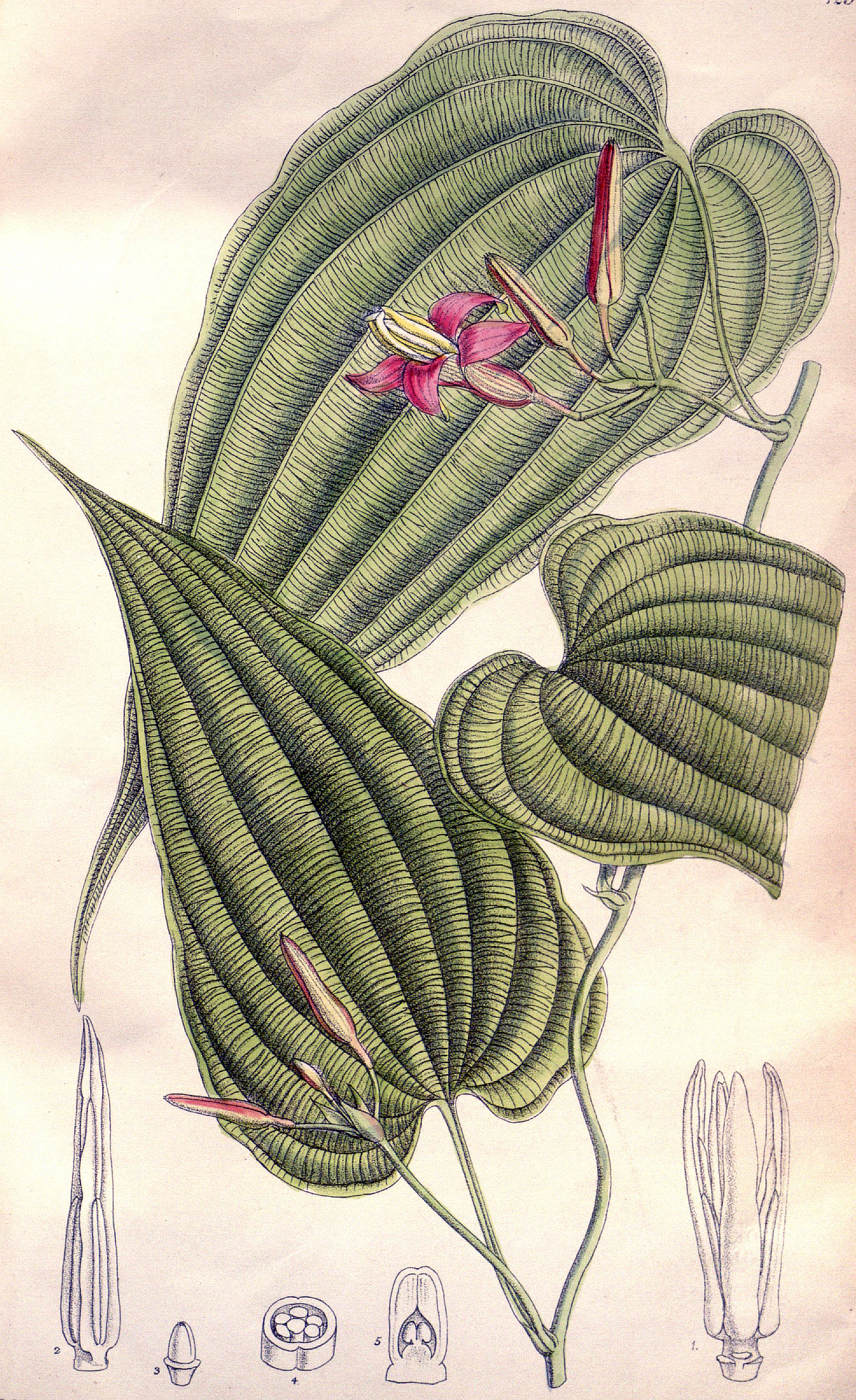
رسم لستيمونا كورتيسي

## الأنواع الفرعية
- ستيمونا أنغوستا (الاسم العلمي: Stemona angusta) صنفه تيلفورد (I. Telford) - كوينزلاند
- ستيمونا أفايلا (الاسم العلمي: Stemona aphylla) صنفه كرايب (Craib) - تايلاند
- ستيمونا أستراليانا (الاسم العلمي: Stemona australiana) صنفه بينثام (Benth.) C. H. Wright - غينيا الجديدة، الإقليم الشمالي، أستراليا الغربية، كوينزلاند
- ستيمونا بوركيلي (الاسم العلمي: Stemona burkillii) صنفه براين (Prain) - تايلاند، ميانمار
- ستيمونا كوتشينتشينينسيس (الاسم العلمي: Stemona cochinchinensis) صنفه غاغناب (Gagnep) - فيتنام
- ستيمونا كولينسياي (الاسم العلمي: Stemona collinsiae) صنفه كرايب (Craib) - تايلاند، فيتنام
- ستيمونا كيرتيسي (الاسم العلمي: Stemona curtisii) صنفه هوك.ف (Hook.f) - سريلانكا، نيكوبار، تايلاند، ليبار
- ستيمونا غريفيثيانا (الاسم العلمي: Stemona griffithiana) صنفه كورز (Kurz) - ميانمار
- ستيمونا هوتانغوريانا (الاسم العلمي: Stemona hutanguriana) صنفه تشواكل (Chuakul) - تايلاند
- ستيمونا إنفولوتا (الاسم العلمي: Stemona involuta) صنفه إينثاتشوب (Inthachub) - تايلاند
- ستيمونا يابونيكا (الاسم العلمي: Stemona japonica) صنفه بلوم (Blume) ميكيل (Miquel) - جنوب شرق الصين، اليابان
- ستيمونا جاڤانيكا (الاسم العلمي: Stemona javanica) صنفه كونث (Kunth) إنغلي (Engl) - جاوة، مالوكو، بسمارك، غينيا الجديدة
- ستيمونا كيري (الاسم العلمي: Stemona kerrii) صنفه كرايب (Craib) - يونان، تايلاند، فيتنام
- ستيمونا كورزي (الاسم العلمي: Stemona kurzii) صنفه براين (Prain) - ميانمار
- ستيمونا لوكيدا (الاسم العلمي: Stemona lucida) صنفه ر.برو (R. Br) دويفجيش (Duyfjes) - كوينزلاند، غينيا الجديدة، الفلبين
- ستيمونا مايري (الاسم العلمي: Stemona mairei) صنفه ه.ليفيل (H. Léveillé) ك.كراوز (K. Krause) - سيتشوان، يونان
- ستيمونا بارڤيفلورا (الاسم العلمي: Stemona parviflora) صنفه سي.إتش.رايت (C. H. Wright) - هاينان
- ستيمونا فيلانثا (الاسم العلمي: Stemona phyllantha) صنفه غاغناب (Gagnep) - تايلاند
- ستيمونا بييري (الاسم العلمي: Stemona pierrei) صنفه غاغناب (Gagnep) - فيتنام، لاوس
- ستيمونا بروستراتا (الاسم العلمي: Stemona prostrata) صنفه تيلفورد (I. Telford) - الإقليم الشمالي
- ستيمونا تيمونا روبيستريس (الاسم العلمي: Stemona temona rupestris) صنفه إينثاتشوب (Inthachub) - تايلاند
- ستيمونا سيسيليفلورا (الاسم العلمي: Stemona sessilifolia) صنفه ميكيل (Miq.) ميكيل (Miq) - جنوب شرق الصين
- ستيمونا سكواميجيرا (الاسم العلمي: Stemona squamigera) صنفه غاغناب (Gagnep) - لاوس
- ستيمونا توبيروسا (الاسم العلمي: Stemona tuberosa) صنفه لور (Lour) - الصين، شبه القارة الهندية، جنوب شرق آسيا، غينيا الجديدة

## الزراعة
ستيمونا توبروسا ( بالصينية: 百部؛ بينيين: bǎi bù)، هي واحدة من 50 عشبة أساسية تستخدم في الطب الصيني التقليدي.

## السجل الأحفوري
تم العثور على بذرتين أحفوريتين لستيمونا جيرمانيكا (الاسم العلمي: Stemona germanica) من أوائل العصر الميوسيني، في منجم كريستينا في هراديك ناد نيسو [الإنجليزية] في شمال بوهيميا [الإنجليزية]، جمهورية التشيك. تم أيضًا تسجيل بذور أحفورية لستيمونا جيرمانيكا في منطقة هارتاو في ألمانيا. تم تسجيل بذور حفريات ستيمونا في العديد من المواقع الأوروبية التي يمتد تأريخها من عصر الماستريخت إلى أواخر عصر الميوسين.

## التركيب الكيميائي النباتي
أظهرت الدراسات الكيميائية النباتية أن نباتات جنس ستيمونا تحتوي على مجموعة متنوعة من المركبات البيولوجية النشطة، أبرزها أشباه القلويات والستيلبينويدات. تُعد أشباه القلويات، بما في ذلك البيريدوازيبينات، والبيرولوازيبينات، وبعض أشباه القلويات الأخرى، هي المركبات الأكثر أهمية التي تساهم في الخصائص الطبية لهذه النباتات. تظهر أشباه القلويات، خصوصًا تلك التي تحتوي على نواة البيرولولو[1،2-أ]أزابين، خصائص مضادة للسعال ومبيدة للحشرات. كما أن الستيلبينويدات مثل الفينيل بنزوفيورانات، والستيلبينات، والفينانثرينات تساهم في علاج السل والتهاب الشعب الهوائية والطفيليات. وقد كانت هذه المركبات محور العديد من الدراسات الكيميائية النباتية بسبب تأثيراتها الصيدلانية الواعدة.
|  |  |

## الأهمية الإثنوفارماكولوجية
لعدة قرون، كانت نباتات جنس ستيمونا تُستخدم في الطب التقليدي في العديد من البلدان مثل الصين وتايلاند وفيتنام وميانمار. في تايلاند، تعتبر ستيمونا كيرتيسي (الاسم العلمي: Stemona curtisii) من أكثر النباتات الطبية استخدامًا، وله سمعة كبيرة في مقاومة الحشرات مثل البعوض والذبابة البيضاء. وفي الطب التقليدي الصيني، تُستخدم أنواع مثل ستيمونا سيسيليفوليا (الاسم العلمي: Stemona sessilifolia) وستيمونا تيبروزا (الاسم العلمي: Stemona tuberosa) لعلاج السعال والربو والطفيليات. الاستخدامات الطبية لأنواع ستيمونا متنوعة، حيث يتم استخدامها لعلاج الأمراض التنفسية والجلدية، وتخفيف الالتهابات، وتسكين الآلام.

## الخصائص الصيدلانية
تم استكشاف الإمكانات الصيدلانية لأنواع ستيمونا في الدراسات الحديثة. تتمتع هذه النباتات بأنشطة بيولوجية متعددة تشمل:
1. الخصائص المبيدة للحشرات والمضادة للطفيليات: أظهرت العديد من أنواع ستيمونا، وخاصة ستيمونا كيرتيسي (الاسم العلمي: Stemona curtisii)، تأثيرات مبيدة للحشرات قوية، مما يجعلها فعّالة كمبيد طبيعي للحشرات. تؤثر القلويدات والستيلبينويدات في الجهاز العصبي للحشرات، مما يؤدي إلى موتها أو عدم قدرتها على الحركة.
2. الآثار المضادة للسعال والمضادة للالتهابات: تعتبر نباتات ستيمونا، خاصة تلك المستخدمة في الطب التقليدي الصيني، مشهورة بقدرتها على تخفيف السعال وتقليل الالتهابات. أظهرت الدراسات أن المركبات مثل ستيموفولين وتوبرستيمونين تساعد في تخفيف اضطرابات الجهاز التنفسي.
3. الأنشطة المضادة للسرطان والمضادة للبكتيريا: تحتوي الستيلبينويدات الموجودة في نباتات ستيمونا على خصائص مضادة للبكتيريا، مما يجعلها فعالة ضد العديد من البكتيريا والفطريات. بالإضافة إلى ذلك، تشير الدراسات الأولية إلى أن هذه المركبات قد تكون فعّالة في علاج السرطان، على الرغم من أن المزيد من البحث ضروري للتأكد من فعاليتها.
4. الأنشطة المضادة للفيروسات: تم استكشاف الآثار المضادة للفيروسات لأنواع ستيمونا أيضًا، مع نتائج واعدة ضد بعض الفيروسات. ومع ذلك، ما زالت هناك حاجة إلى مزيد من الدراسات السريرية لتقييم قدرة هذه النباتات في مكافحة الفيروسات.

## السُّمية
على الرغم من الفوائد الصيدلانية الكبيرة لأنواع ستيمونا، إلا أن تأثيراتها السامة لم تُدرَس بشكل كافٍ. حذر كتاب *الصيدلية الصينية* (الطبعة 2015) من أن استخدام نباتات جنس ستيمونا يمكن أن يؤدي إلى أعراض جانبية مثل الغثيان، والتقيؤ، والدوار، وحتى صعوبة التنفس عند تناولها بجرعات كبيرة. أظهرت دراسات السمية على أنواع مثل ستيمونا يابونيكا (الاسم العلمي: Stemona japonica) أن الاستهلاك المفرط يمكن أن يسبب آثارًا ضارة، مما يبرز الحاجة إلى استخدام حذر وجرعات دقيقة.

## روابط خارجية
- "Stemona Lour". مؤشر اسم النبات الأسترالي (APNI)‏، قاعدة بيانات IBIS. مركز بحوث التنوع البيولوجي للنبات، الحكومة الأسترالية.
- Germplasm Resources Information Network: Stemona

- وسائط من كومنز
- صفحة من ويكي أنواع